# Худяков, Глеб Иванович
Глеб Иванович Худяков (20 ноября 1928, Саратов — 13 июня 2011) — советский и российский геолог, доктор геолого-минералогических наук, профессор, член-корреспондент АН СССР (1987; c 1991 — РАН), лауреат Государственной премии СССР (1978).

## Биография
Родился 20 ноября 1928 года в Саратове.
- 1951 — окончил геологический факультет Саратовского государственного университета им. Н. Г. Чернышевского, работал в НИИ геологии при Саратовском университете
- 1957 — защита кандидатской диссертации[3]
- 1958—1961 — работа в Сибирском НИИ геологии, геофизики и минерального сырья в Новосибирске
- 1961—1978 — заведовал лабораторией геоморфологии и морфотектоники Дальневосточного геологического института ДВНЦ АН СССР, был заместителем директора по науке ДВГИ
- 1974 — защита докторской диссертации на тему «Принципиальные основы морфотектонических исследований»[3]
- 1979—1991 — директор Тихоокеанского института географии ДВО РАН
- 1980 — профессор
- 1991—1995 — руководил НИИ геологии при СГУ (Саратов)
- 1991—1999 — заведовал кафедрой геоморфологии и геоэкологии географического факультета Саратовского государственного университета им. Н. Г. Чернышевского
- 1999—2008 — профессор кафедры геоморфологии и геоэкологии географического факультета Саратовского государственного университета им. Н. Г. Чернышевского
- 2009—2011 — главный научный сотрудник лаборатории геоморфологии Тихоокеанского института географии ДВО РАН[3]
- Умер 13 июня 2011 года.[1]

Автор более 250 работ, 10 монографий. Подготовил 27 кандидатов и 6 докторов наук. Член редколлегии журналов «География и природные ресурсы», «Геоморфология», «Известия Саратовского университета. Новая серия», зам. главного редактора «Поволжского экологического журнала».
Увлекался научной и художественной фотографией.

## Награды и признание
- Государственная премия СССР (1978) за труд «История развития рельефа Сибири и Дальнего Востока» (в 15 томах)[1]
- Орден Дружбы народов (1983)
- Член-корреспондент АН СССР (1987)
- Медаль «За строительство Байкало-Амурской магистрали» (1984)
- Почётный знак «За охрану природы России» (1984)
- Действительный член Геологического общества (1991)[5]
- Действительный член Русского географического общества (1961)[5]